# استفتاء المصالحة الوطنية الجزائرية عام 2005
استفتاء المصالحة الوطنية الجزائرية عام 2005 أجري في الجزائر في 29 سبتمبر 2005. وكان الاستفتاء حول ميثاق السلم والمصالحة الوطنية الذي تم تحريره في محاولة لوضع نهاية لـحرب العشرية السوداء في الجزائر. وأظهرت النتائج الرسمية تصويتًا ساحقًا لصالحه بـنسبة مشاركة عالية.

## الخلفية التاريخية
أدت الحرب العشرية السوداء في الجزائر، التي بدأت في عام 1991 بعدما ألغى الجيش انتخابات المجلس الوطني عام 1991 لمنع الإسلاميين من الفوز، إلى مقتل 150 ألف شخص على الأقل حتى عام 2005. وقد بدأ العنف منذ أواخر فترة التسعينيات ينخفض وبدأت حكومة الرئيس عبد العزيز بوتفليقة في وضع خطط لـالعفو العام عن كل من الجيش والإسلاميين.
يقدم ميثاق السلم والمصالحة الوطنية الذي تم طرحه العفو العام عن أي شخص اشترك في الحرب الأهلية ما لم يشارك في أعمال اغتصاب أو قتل جماعي أو تفجيرات عامة. ولم يلقِ الميثاق أي لوم على الدولة بشأن أعمال العنف ومنع أي من قادة المتمردين الإسلاميين من المشاركة مرة أخرى في سياسة الجزائر. ونص أيضًا على منح تعويضات لأسر القتلى ومن اختفوا خلال أعمال العنف التي شهدتها البلاد.

## سؤال الاستفتاء
كان السؤال الذي تم التصويت عليه في الاستفتاء هو:
هل أنت مع أو ضد مشروع ميثاق السلم والمصالحة الوطنية الذي قدمته الحكومة؟

## الحملة
قاد الرئيس بوتفليقة بنفسه الحملة الدعائية لصالح الميثاق وقبل الاستفتاء بعدة أسابيع سافر في أرجاء الجزائر للترويج للتصويت بنعم على الاستفتاء. وذكرت الحكومة أنه لا بديل عن الميثاق واستخدمت شعار «الانتقال من مرحلة الوئام المدني إلى المصالحة الوطنية. من أجل الجزائر». ولم يكن الحماس العام للميثاق واضحًا للغاية أثناء الحملة، ولكنها حظيت بالدعم والتأييد حيث ارتأى الناس في الاستفتاء فرصة لإنهاء حالة الصراع التي دامت طويلاً.
قال المعارضون، بما فيهم بعض الأحزاب المعارضة، إن الميثاق سيحرم الناس من تحقيق العدالة لأنه لن يحاسب من ارتكبوا جرائم. وكانت هناك نداءات لـالمقاطعة ووصف المعارضون الميثاق بأنه يمنح المزيد من الشرعية للحكومة والرئيس. ومع ذلك، لم يُسمح لأي مجموعات معارضة بطرح وجهة نظرها على شاشة التليفزيون الوطني أو المحطات الإذاعية خلال الحملة.
وشهدت الأجزاء الشرقية من الجزائر، وخصوصًا منطقة القبائل أعمال عنف في يوم إجراء الاستفتاء حيث كانت نسبة المشاركة أقل بكثير من باقي أجزاء الجزائر. وتباينت نسبة المشاركة للغاية مع ارتفاع النسبة في ولاية تيزي وزو عن 11% بقليل، بينما ذكرت الأرقام الرسمية أن نسبة المشاركة في خنشلة بلغت 99.95%

## النتائج
وصفت الحكومة النتائج الرسمية بأنها منحت «مشروع الرئيس دعمًا حقيقيًا». ومع ذلك، صرّح النقاد، مثل جماعات حقوق الإنسان أن الأرقام الحكومية لنسبة المشاركة مبالغ فيها للغاية؛ حيث شهدت لجان الانتخابات في العاصمة الجزائر وحولها دليلاً ضئيلاً على وجود نسبة مشاركة كبيرة.
| جمهور الناخبين                                           | الأصوات الباطلة | نسبة المشاركة (%)  | مع (%)            | ضد (%)         |
| -------------------------------------------------------- | --------------- | ------------------ | ----------------- | -------------- |
| 18,313,594                                               | 171,507         | 14,435,291 (79.76) | 14,054,164(97.36) | 381,127 (2.64) |
| المصدر: دليل انتخابات المؤسسة الدولية للأنظمة الانتخابية |                 |                    |                   |                |